# Beth (Kiss)
Beth är en låt av Kiss från deras fjärde studioalbum, Destroyer (1976). Låten är skriven av Bob Ezrin, Stan Penridge och Peter Criss. Den sistnämnde sjunger på låten. "Beth" släpptes som singel i augusti 1976 och tog sig till en 7# på Billboard Hot 100 och 5# i Kanada. 
"Beth" hette först "Beck" och skulle bli en av Kiss största låtar någonsin. Kiss själva tvivlade på detta då låten innehåller en orkester och inga elektriska musikinstrument. "Beth" var en av Criss och Penridges första låtar tillsammans. Texten är nästan en exakt kopia på "Mike Brand" (gitarrist i Criss sista band innan Kiss) samtal när han pratade med sin flickvän som ständigt avbröt Criss dåtida band Chelsea i deras repetitioner.
Titeln till "Beck" ändrades till "Beth" 1976 vid inspelningarna när Bob Ezrin tyckte att namnet kunde feltolkas som ett mansnamn. 
När Detroit Rock City släpptes som singel med "Beth" som B-sida och misslyckades började en del radiostationer spela "Beth". Detta satte fart på Kiss och redan i september 1976 ändrades "Beth" till första singel och Detroit Rock City till back-up. "Beth" tog sig till en sjundeplats på Billboard och Cashbox och detta blev egentligen Kiss första riktigt stora hit. Den blev även en RIAA-certifierad guldsingel.
"Beth" var på ett sätt räddningen för både Kiss och Destroyer. Albumet hade nämligen upphört att sälja särskilt bra, och singlarna gjorde det inte bättre. Med "Beth" vann Kiss "People Choice Award" 1976. Peters fru, Lydia Criss, tog emot priset den 10 februari 1977 då bandet fortfarande var på turné.
Den tämligen enkla låten inkluderar en orkester, piano och akustisk gitarr. Det var Dick Wagner som spelade gitarr till låten. "Beth" spelades in i en helt akustisk version med enbart gitarr men den tog sig inte hela vägen till skivan utan användes i Kiss-filmen Kiss Meets the Phantom of the Park (1978). 
"Beth" har i princip spelats live på alla spelningar där Criss medverkat med undantag för Destroyer Tour då bandet fortfarande hade inställningen att man aldrig skulle spela låten live. Men annars har låten spelats live när Criss varit i bandet, således 1976-1979 och 1996-2003. Eric Carr spelade även in låten till samlingsalbumet Smashes, Thrashes & Hits 1988. Under turnén Sonic Boom Over Europe: From the Beginning to the Boom så kom Beth åter med i setlistan, men då sjunger Eric Singer den för första gången, Kiss spelar den då akustiskt som första extranummer. 